# Anna Blaman

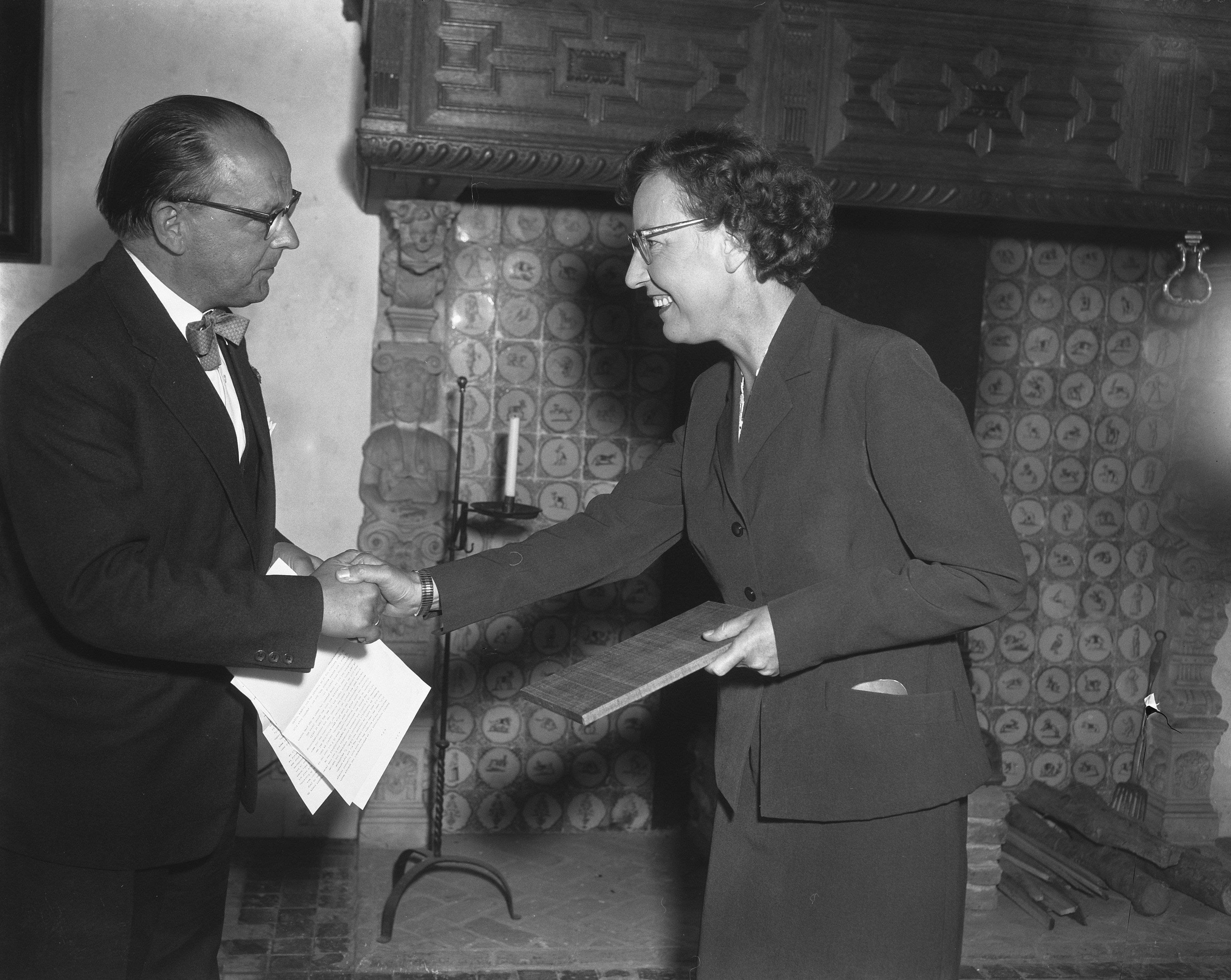
Blaman krijgt P.C. Hooft-prijs 1956

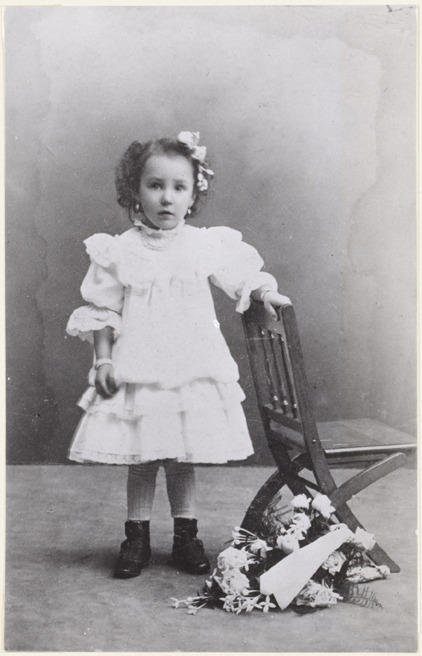
Blaman (ca. 1910)

Anna Blaman, pseudoniem van Johanna Petronella Vrugt (Rotterdam, 31 januari 1905 - aldaar, 13 juli 1960) was een Nederlandse schrijfster van romans, verhalen en gedichten. Haar pseudoniem is misschien een afkorting van "Ben Liever Als MAN" , maar dit is niet zeker. Zelf koos Blaman ervoor haar pseudoniem niet te verklaren. Alvorens zich aan haar schrijversloopbaan te wijden, studeerde en doceerde Blaman Frans.

## Publicaties
Zij vestigde haar naam in 1941 met de roman Vrouw en vriend. Enige jaren later, in november 1948, verscheen Eenzaam avontuur, een compositorisch gelaagde roman die door Simon Vestdijk omschreven werd als een meesterwerk, maar in de reformatorische en katholieke pers grote deining veroorzaakte vanwege de (homo-)erotische passages. Deze opschudding culmineerde in 1949 in het Boekentribunaal, een schijnproces in het Rotterdamse beursgebouw waar Blaman door collega-literatoren werd aangeklaagd op grond van literaire gebreken. Albert Helman vervulde de rol van aanklager. De schrijfster liet hier verstek gaan. Hoewel zij (feitelijk haar roman) uiteindelijk werd vrijgesproken, voelde Blaman zich nog geruime tijd door de affaire beschadigd.
Het commentaar op de erotiek bij Blaman is inmiddels geheel verstomd. Over het literaire gehalte blijven de meningen tot op zekere hoogte verdeeld, al wint haar werk weer aan betekenis. Terugkerende kritiek die zich richt op stilistische en compositorische tekortkomingen wordt tegenwoordig als te gemakkelijk bestempeld. Anderzijds viel haar in ruime mate lof ten deel. Zo ontving zij de P.C. Hooft-prijs 1956. Blaman was de eerste auteur die deze prijs ontving voor haar gehele oeuvre. Voor haar derde grote roman, Op leven en dood, werd haar, eveneens in 1956, de Prozaprijs van de gemeente Amsterdam toegekend.
Het oeuvre van Blaman is van relatief bescheiden omvang, ook door haar vroege overlijden. De laatste jaren werden vooral haar verhalen geroemd, maar de herwaardering voor haar romans groeit. Kenmerkend voor de literatuur van Blaman, die invloed van het Franse existentialisme verraadt, is, naast haar eigenzinnige taalgebruik, een psychologische analyse van (erotische) relaties, die volgens haar per definitie ontoereikend zijn. De kern van haar werk ligt in het peilen van de menselijke eenzaamheid. Hiervan doordrongen beschrijft Blaman haar personages met compassie, met hevige intensiteit en diepgaand begrip, al heeft zij tegelijkertijd oog voor het tragikomische van de menselijke worsteling.

## Andere activiteiten
Blaman maakte zich op vele fronten verdienstelijk. Zij was medewerker van De Groene Amsterdammer en Het Vrije Volk, schreef teksten voor het cabaret van Wim Sonneveld, werkte als dramaturg en theaterdocent en zette zich in voor de Rotterdamse wederopbouw. Hoewel zij te boek staat als een moedige en baanbrekende lesbienne, afficheerde zij zich niet als voorvechter van een beweging. Haar verdiensten gelden allereerst haar zelfbewustzijn en de openlijke beleving van haar homoseksualiteit, waarmee zij een voorbeeld werd voor anderen, zeker in de jaren vijftig. Het in 1983 in Leeuwarden opgerichte archief annex bibliotheek op het gebied van homoseksualiteit dat de naam Anna Blaman Huis droeg (in 1992 opgegaan in IHLIA LGBT heritage en wegens geldgebrek opgeheven in 2013), benadrukte deze belangrijke kant van Blaman. Ook stichtte zij de Rotterdamse Kring van Auteurs en was ze betrokken bij de oprichting van theaterzaal De Lantaren.

## Erfenis

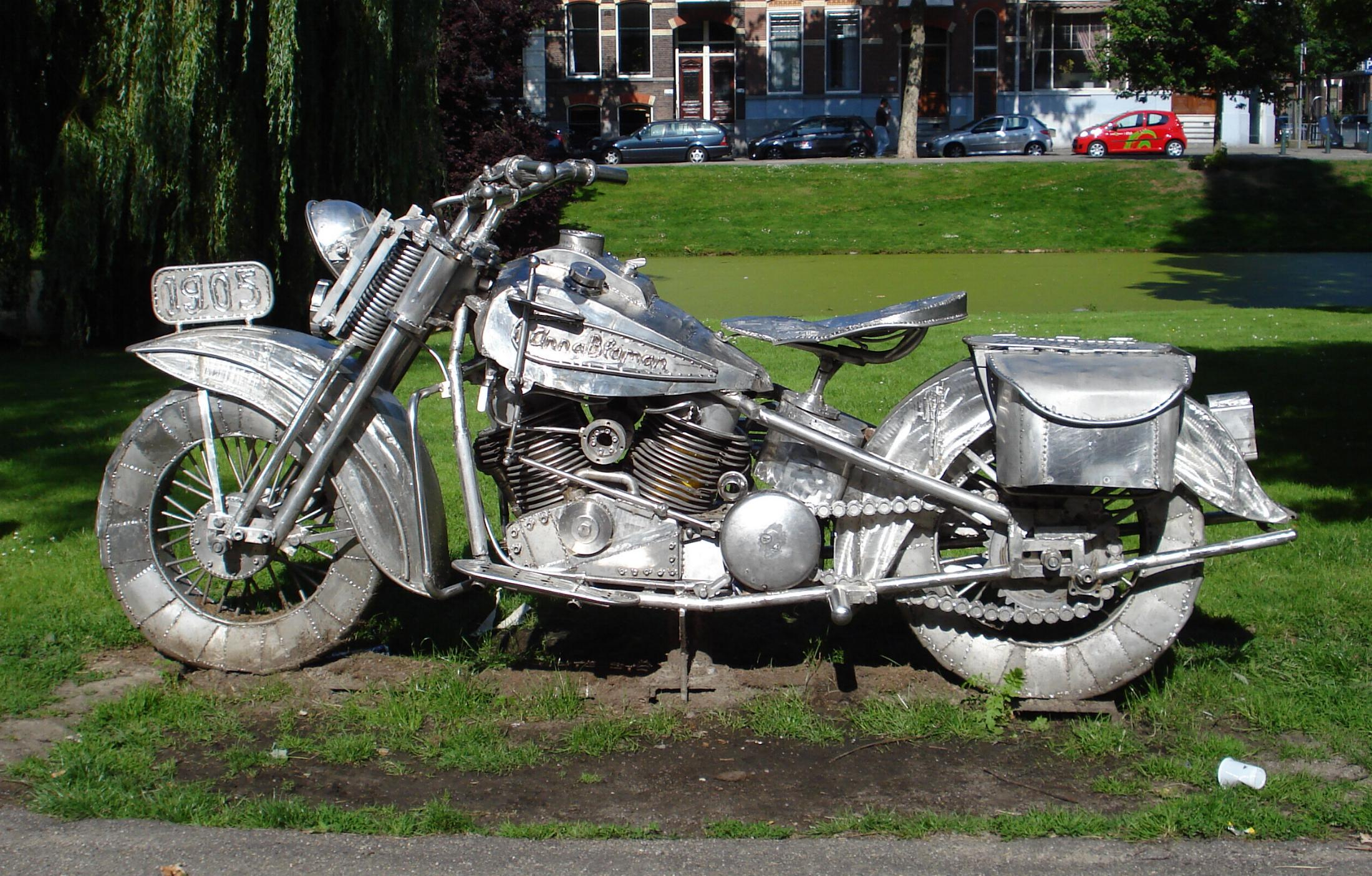
Kunstwerk Motorfiets Anna Blaman - Eenzaam avontuur
(in Rotterdam, door Maria Roosen)

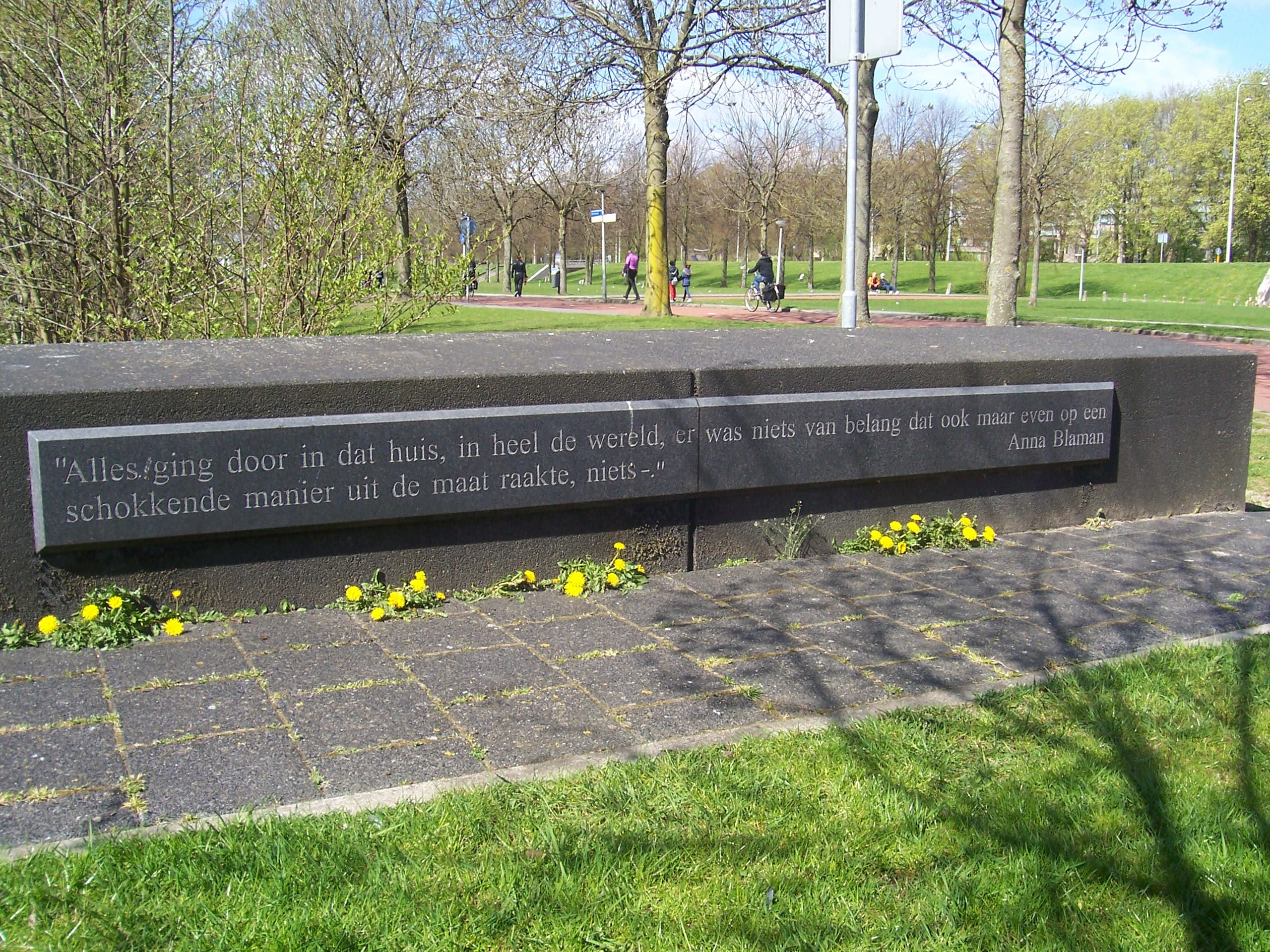
Tekst van Blaman in kunstwerk van Wendela Gevers Deynoot (Amsterdam)

De schrijfster overleed op 13 juli 1960 aan de gevolgen van een hersenembolie. Zij werd begraven op begraafplaats Hofwijk in Rotterdam-Overschie. Haar graf werd in de jaren negentig geruisloos geruimd, in een periode waarin de aandacht voor haar werk en persoon sterk verminderd was. Een hernieuwde aandacht voor Blaman kwam op gang tijdens de viering van haar honderdste geboortejaar in 2005. In november-december 2005 vond in Rotterdam het Anna Blaman Festival plaats dat werd afgesloten met De Nacht Van Blaman. Tijdens een biografendebat kwam hier de ophanden zijnde biografie van Blaman aan de orde.
In mei 2006 vond een veelbesproken reconstructie van het Boekentribunaal plaats getiteld Het Tribunaal: reconstructie van een schandaal uitgevoerd door twintig landelijk bekende Rotterdammers en ingeleid door burgemeester Opstelten. Na afloop van deze reconstructie werd een gedenkteken voor Blaman aangekondigd.
Na een lange zoektocht werd aan de Heemraadssingel in Rotterdam-West een plek gevonden voor het beeld in de vorm van een motorfiets, pal voor het pand van de Volksuniversiteit Rotterdam. Kunstenares Maria Roosen koos voor een grote zilveren motorfiets, omdat Blaman regelmatig op dit voertuig werd gezien. In de jaren 40 was een vrouw op een motor nog een unicum. Bewoners van de tegenovergelegen De Vliegerstraat hielden de komst van het gedenkteken bij Blamans oude woonhuis eerder tegen; zij vreesden dat het monument aantrekkingskracht op hangjongeren zou uitoefenen.
Met het uitroepen van 2010 tot Anna Blaman Jaar, het vijftigste sterfjaar van de auteur, nam haar herwaardering definitieve vormen aan. Gedurende dat jaar werden diverse activiteiten georganiseerd rondom de schrijfster. De opening van het Anna Blamanjaar vond plaats in het Letterkundig Museum in Den Haag, dat Blaman bovendien opnam in de canon van honderd vooraanstaande overleden auteurs. Uitgeverij Meulenhoff maakte Eenzaam avontuur met een herdruk na geruime tijd opnieuw leverbaar. Het beeld van Maria Roosen werd in september 2010 onthuld door burgemeester Aboutaleb van Rotterdam. Een tweede gedenkteken, het portret van Blaman als P.C. Hooftprijswinnaar, is aangebracht in de De Vliegerstraat tegenover het voormalige woonhuis van Blaman en haar familie. Ook in Amsterdam-Zuidoost werd in december van 2010 het gedenkteken Het geheim en het bewijs onthuld, gemaakt door beeldend kunstenaar Wendela Gevers Deynoot. In Rotterdam werd een Anna Blaman Genootschap gevestigd dat het literaire erfgoed van de schrijfster levend wil houden. Daarnaast werd in 2010 de sterfdag van Blaman herdacht, op begraafplaats Hofwijk in Rotterdam-Overschie en vonden in de stad overal exposities, publicaties en toneel- en muziekvoorstellingen plaats.
Sinds 2016 bestaat de Blamanlezing door een vooraanstaande publicist uit het Nederlandse taalgebied. De lezing vormt jaarlijks de opening van het Rotterdamse literatuurfestival Woordnacht. De literaire redevoering verbindt zich aan het humanistische gedachtegoed van Anna Blaman, die er in haar eigen lezingen om bekend stond dat zij een zaal ademloos kon boeien.

## Bibliografie

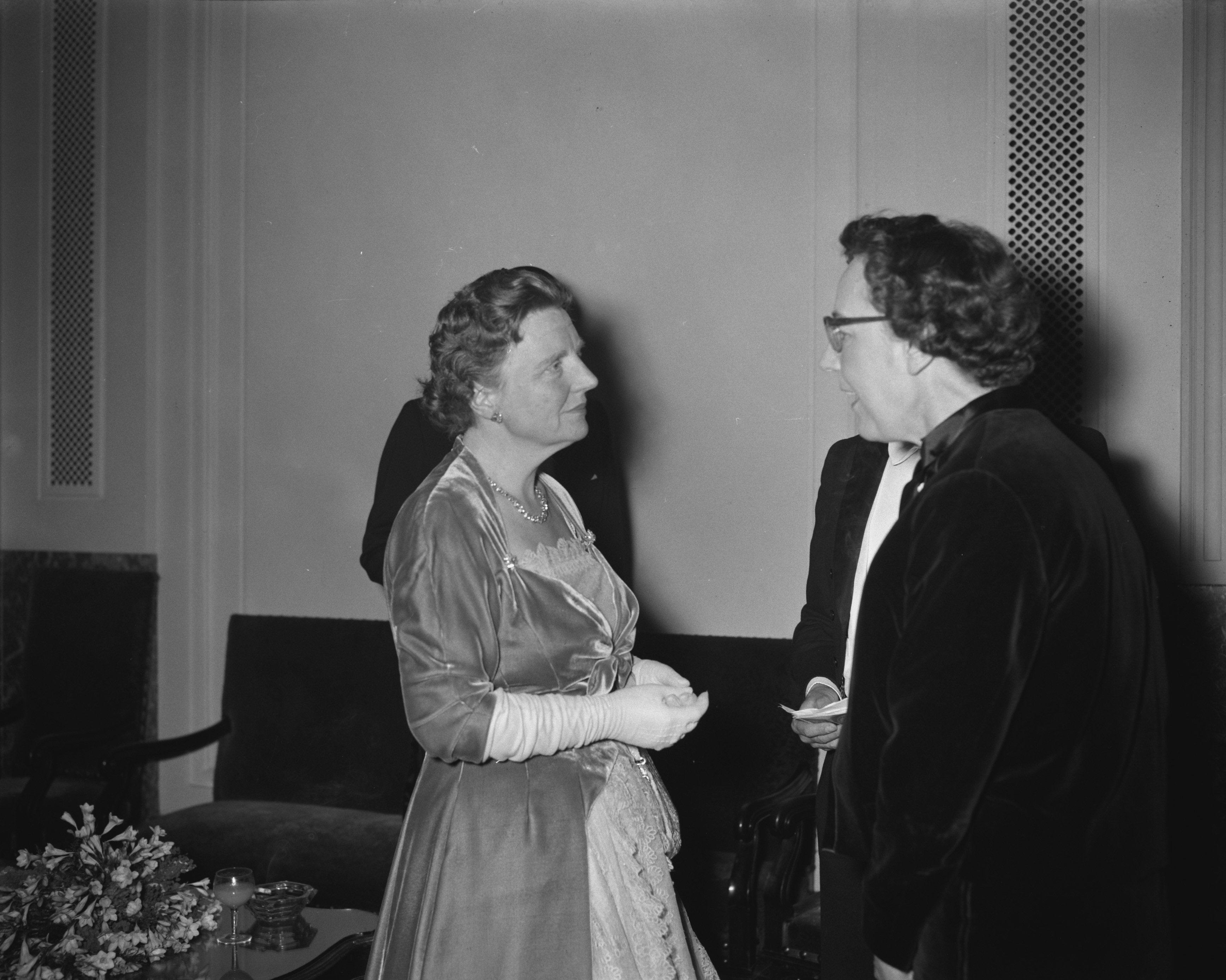
Blaman met koningin Juliana (Boekenbal, 1958)

## Secundaire literatuur
- Wout Vlaeminck, Waarom de boeken van Anna Blaman onze aandacht nog verdienen, De lage landen, 22/07/2021 (geraadpleegd op 2 november 2021)
- Connie van Gils (samenstelling), Langoureus verlangen: schrijfsters van nu over Anna Blaman (Amsterdam: IHLIA LGBT Heritage & Ex ex Uitgevers, 2010), met een biografisch portret van de hand van Florette Dijkstra en bijdragen van o.a. Tessa de Loo, Pauline Blok, Maxim Februari, Mischa de Vreede, Maaike Meier en Xaviera Hollander
- Hans van Stralen, Beschreven keuzes. Een inleiding in het literaire existentialisme (Apeldoorn: Garant 1996, ISBN 9789053504772)
- Henk Struyker Boudier, Speurtocht naar een onbekende : Anna Blaman en haar Eenzaam avontuur (Amsterdam : Meulenhoff, 1978). Oorspronkelijk verschenen als proefschrift (Nijmegen, 1973)
- Bert Bakker, Gerrit Borgers, Jan Hulsker,et. al.) Anna Blaman (’s-Gravenhage : Nederlands Letterkundig Museum en Documentatiecentrum, 1962). Ingeleid door S. Vestdijk. Serie: Schrijvers prentenboek: dl. 8. DBNL, Digitale versie 2e druk.